# Garcelle Beauvais

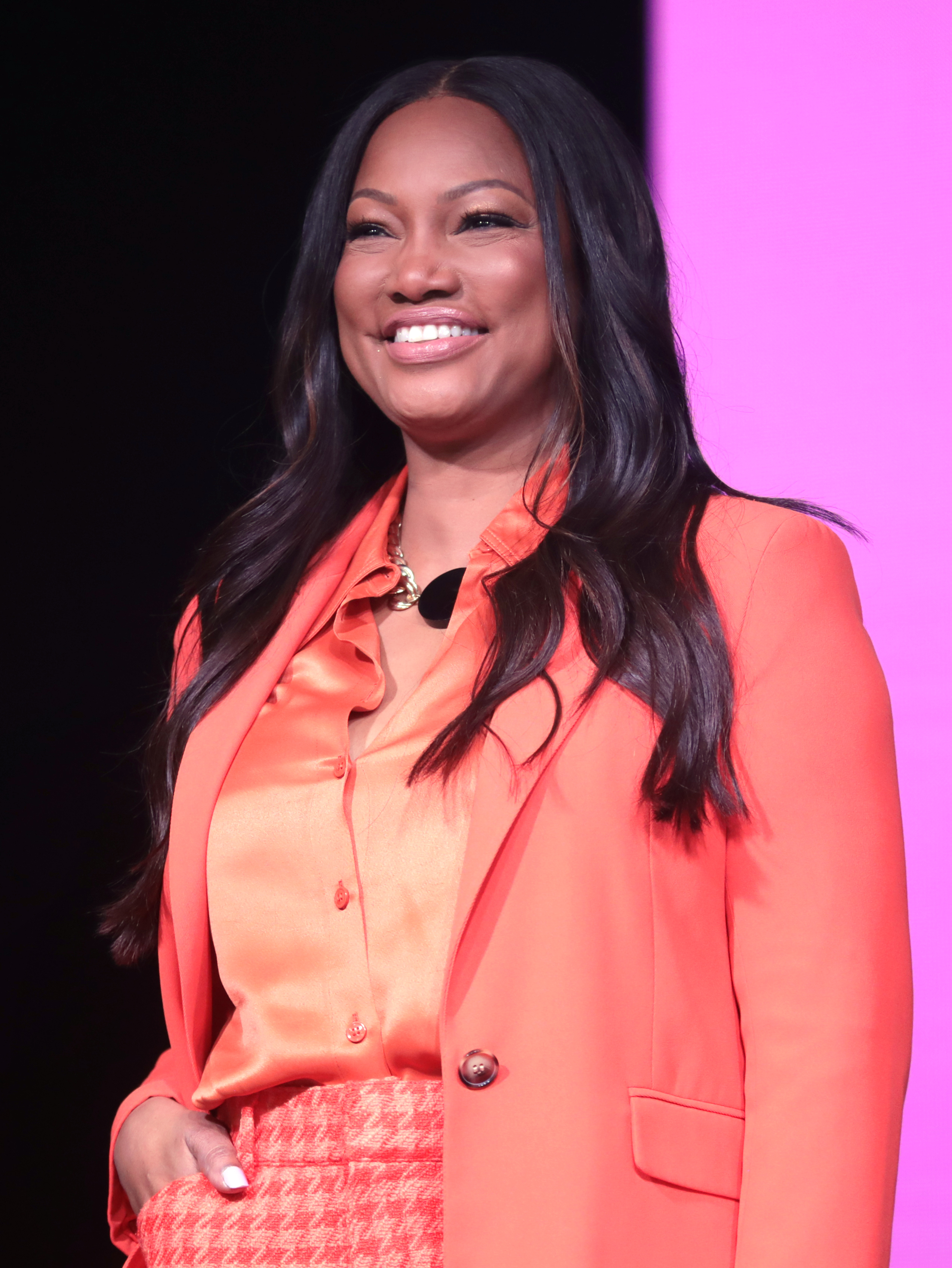
Garcelle Beauvais (2022)

Garcelle Beauvais (* 26. November 1966 in Saint-Marc, Haiti) ist eine US-amerikanische Schauspielerin haitianischer Abstammung.

## Leben
Die Mutter von Garcelle Beauvais, Maria Claire, war eine Lehrerin. Sie zog nach der Scheidung nach Massachusetts und nahm ihre sieben Kinder mit. Die Familie zog einige Jahre später nach Miami.
Im Alter von 17 Jahren zog Beauvais nach New York City, wo sie für die Agentur Ford als Fotomodell tätig war. Sie debütierte in einer Folge der Fernsehserie Miami Vice aus dem Jahr 1984. In den Jahren 1994 bis 1995 trat sie in der Fernsehserie Models Inc. auf.
In der Actionkomödie Die doppelte Nummer (2001) spielte Beauvais an der Seite von Orlando Jones. In den Jahren 2001 bis 2004 spielte sie in der Fernsehserie New York Cops – NYPD Blue die Rolle der Staatsanwältin Valerie Heywood.
Beauvais war von 1991 bis 2000 mit Daniel Saunders verheiratet, von dem sie einen im Jahr 1991 geborenen Sohn hat. In zweiter Ehe heiratete sie im Mai 2001 den Agenten Mike Nilon, von dem sie sich im April 2011 scheiden ließ. Von den Lesern der Zeitschrift Black Men Magazine wurde sie 2001 zu den 10 Sexiest Women of 2001 gewählt. Im August 2007 war sie in der US-amerikanischen Ausgabe des Magazins Playboy zu sehen.

## Filmografie (Auswahl)

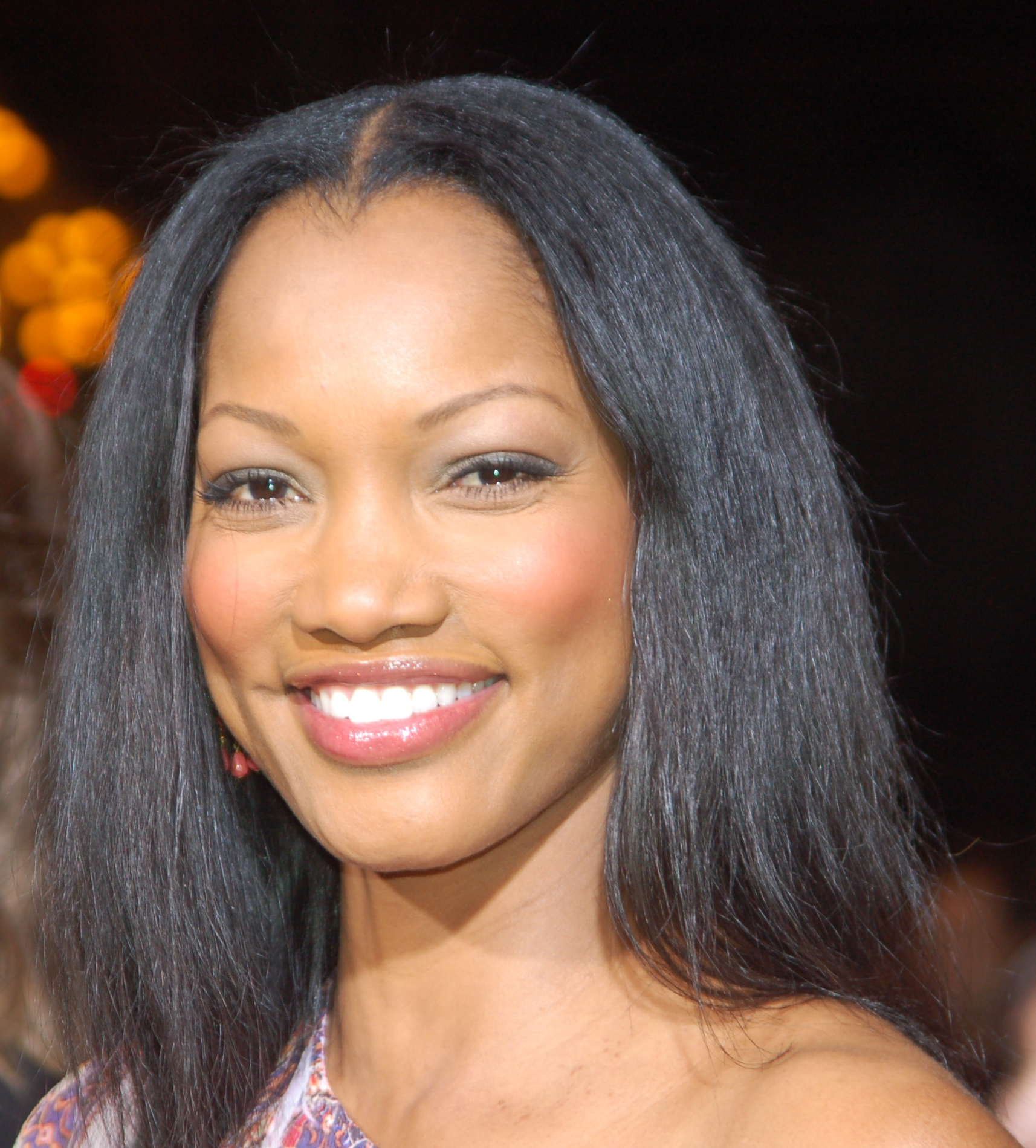
Garcelle Beauvais (2009)

### Filme
- 1986: Blutmond (Manhunter)
- 1988: Der Prinz aus Zamunda (Coming to America)
- 1999: Wild Wild West
- 2001: Die doppelte Nummer (Double Take)
- 2002: Bad Company – Die Welt ist in guten Händen (Bad Company)
- 2004: Barbershop 2 (Barbershop 2: Back in Business)
- 2005: American Gun
- 2006: 10.5 – Apokalypse (10.5: Apocalypse)
- 2007: Ich weiß, wer mich getötet hat (I Know Who Killed Me)
- 2007: The Cure
- 2009: Woman in Trouble
- 2012: Flight
- 2013: White House Down
- 2014: Someone to Love
- 2014: Small Time
- 2014: Girlfriends’ Getaway (Fernsehfilm)
- 2015: Girlfriends Getaway 2 (Fernsehfilm)
- 2015: Back to School Mom
- 2015: A Girl Like Grace
- 2017: You Get Me
- 2017: Spider-Man: Homecoming
- 2021: Der Prinz aus Zamunda 2 (Coming 2 America)
- 2022: Caught in His Web (Fernsehfilm)
- 2023: Black Girl Missing

### Fernsehserien
- 1991–1996: Alle unter einem Dach (Family Matters)
- 1992–1995: Der Prinz von Bel-Air (The Fresh Prince of Bel-Air)
- 1994–1995: Models Inc.
- 1996–2001: Der Hotelboy (The Jamie Foxx Show)
- 2000: Opposite Sex
- 2000: Titans
- 2001–2004: New York Cops – NYPD Blue (NYPD Blue)
- 2004: Lass es, Larry! (Curb Your Enthusiasm)
- 2005–2007: Eyes
- 2006: 10.5 – Apokalypse (10.5: Apocalypse)
- 2006: CSI: Miami
- 2009: L.A. Crash (Crash)
- 2010: Human Target
- 2011: State of Georgia
- 2011–2012: Franklin & Bash
- 2012: The Exes
- 2013: Psych
- 2013: Arrested Development
- 2013: Dr. Dani Santino – Spiel des Lebens (Necessary Roughness)
- 2015: Grimm
- 2019–2020: Tell Me a Story
- 2020–2025: The Real Housewives of Beverly Hills
- 2023: Survival of the Thickest
- 2023: Miracle Workers
- 2023: The Other Black Girl